# Liste de divinités égyptiennes par symbole
Pour un article plus général, voir Divinités égyptiennes.
Les divinités égyptiennes étaient la personnification des éléments naturels, des événements de la vie, des sentiments ou des concepts. Elles sont toutes liées à un ou des symboles. Cette page a pour but de donner un échantillon de ces symboles ainsi que la liste des divinités qui y sont rattachées. Cette liste ne peut être exhaustive tant le rôle de chaque divinité, et donc des symboles qui lui étaient associés, variaient d'un lieu à l'autre ou d'une époque à l'autre.
Pour les animaux (symbole très fréquent), voir la page des divinités égyptiennes par animal.

## Symboles
(Par ordre alphabétique)

### L'amour
- Hathor.

### Le Ânkh
(La croix ansée symbole de vie). 
- Aton ;
- Isis.

### Le caché
- Amon.

### Le cistre
- Isis.

### Le chaos
- Apophis

### La chasse
- Hepoui.

### Le collier à contrepoids
- Hathor.

### Le disque solaire
- Aton ;
- Atoum ;
- Bénou ;
- Horakhti ;
- Hathor ;
- Khentykhety (le soleil naissant) ;
- Khépri ;
- Rê.

### Le désert
- Seth.

### La double couronne
- voir pschent.

### Les étoiles
- Nout.

### La fertilité
- Amon ;
- Min ;
- Kemour.
- Bastet.

### Les formules magiques
- Thot.

### Le globe
- Isis.

### Le grain
- Nepri.

### La guerre
- Seth.
- Montou.
- Sekhmet.

### La lumière
- Akhet

### La lune
- Thot.
- Iah.

### Le mal
- Apophis
- Seth .

### La mère
- Mout.

### Les minéraux
- Geb.

### Les moissons
- Renenoutet.

### Le pain
- Akhet.

### Le palmier
(Symbole de vie éternelle). 
- Isis.

### La pêche
- Hekes.

### Le père
- Amon.

### Les plantes
- Geb.

### La plume d'autruche
(Symbole d'équilibre).
- Maât ;
- Shou.

### La prairie
- Sehet.

### Le pressoir
(Où l'on presse le raisin)
- Chesmou.

### Le pschent
- Horus.

### Le sycomore
- Hathor.

### Les tempêtes
- Seth.

### La terre
- Geb ;
- Aker.

### La renaissance
- Andjéty ;
- Kemour ;
- Osiris.

## Liste des dieux égyptiens triés
- par ordre alphabétique
- par famille
- par ville
- par symbole
- par animal